# John Stezaker
John Grenville Stezaker, né en 1949, est un artiste conceptuel anglais.

## Biographie
Stezaker a fréquenté la Slade School of Art de Londres au début de son adolescence. Il a obtenu son diplôme supérieur en beaux-arts en 1973. Au début des années 1970, il fait partie de la première vague d'artistes conceptuels britanniques à réagir contre ce qui était alors la prédominance du pop art. 